# Делоникс королевский
О́гненное де́рево, или Дело́никс короле́вский (лат. Delonix regia) — дерево из семейства Бобовые (Fabaceae) подсемейства Цезальпиниевые (Caesalpinioideae), происходит с Мадагаскара.

## Описание
Высота растения достигает 10 метров. Одиночные деревья формируют раскидистую крону. Цветки делоникса большие, с лепестками алого или оранжево-красного цветов длиной до 8 см, крупный непарный обращенный вертикально (адаксиальный) лепесток с жёлтыми и белыми пятнами. Цветки образуются на концах ветвей. Бобы зелёные в молодом возрасте, при созревании становятся тёмно-коричневыми. Листья дважды перистые, с дважды перистыми прилистниками; листочки складываются на ночь. Размножается семенами и черенками. Способно к цветению примерно через 10 лет после посадки семян.
Это дерево обнаружил чешский (вернее, австрийский, иначе богемский) ботаник и натуралист Венцеслас Боер в местечке Фулпуэнт (фр. Foulpointe) на востоке Мадагаскара. В природе дерево произрастает главным образом в сухих листопадных лесах, однако был интродуцирован по всему миру. В дикой природе он находится под угрозой исчезновения, но культивируется в других местах и натурализовался в регионах с тропическим или субтропическим климатом. Широко используется в озеленения благодаря нетребовательсти к влаге и плодородию почв.

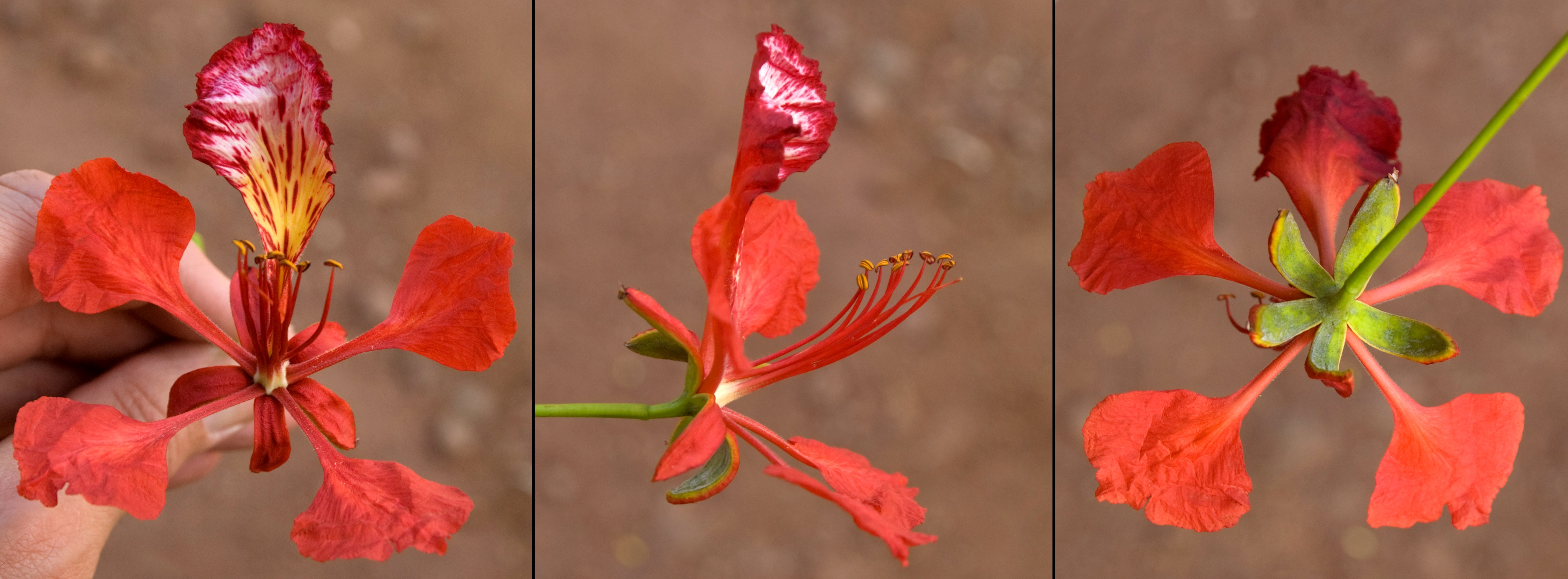
Цветок Delonix regia c различных ракурсов.